# Ахальпан
Ахальпан (исп. Ajalpan) — муниципалитет в мексиканском штате Пуэбла, расположенный на юго-востоке региона Сьерра-Негра. Его площадь составляет около 345,9 км². Муниципалитет включает в себя одноимённый город Ахальпан, который был основан в 1895 году. По данным на 2005 год, население Ахальпана составляло 54 740 человек.

## История
Город основан в 1895 году.

## География
Ахальпан находится в полусухом климатическом поясе, с годовым количеством осадков около 800 мм. Основные водные источники включают реки и ручьи, которые питают местное сельское хозяйство.

## Экономика
Основу экономики муниципалитета составляют сельское хозяйство и ремесленные промыслы. В регионе выращивают кукурузу, бобовые и другие культуры. Также активно развиты текстильное производство и изготовление изделий ручной работы, таких как традиционные мексиканские одежды и сувениры.

## Культурное наследие
Ахальпан имеет богатую культурную историю, связанную с местными коренными народами, которые проживали на этой территории задолго до прихода испанцев. Муниципалитет известен своими праздниками, в которых сочетаются элементы древних традиций и христианской веры.